# Cryptocentrus wehrlei
Cryptocentrus wehrlei är en fiskart som beskrevs av Fowler, 1937. Cryptocentrus wehrlei ingår i släktet Cryptocentrus och familjen smörbultsfiskar. Inga underarter finns listade i Catalogue of Life.